# María San Juan
María San Juan (Gijón, Asturias, 1963) es una periodista española.

## Trayectoria profesional
Licenciada en Periodismo, su trayectoria profesional se ha desarrollado siempre en RTVE. Su actividad profesional no obstante comenzó en Radio Minuto (Cadena SER) en Gijón, hasta que se sacó la oposición en la emisora de Radiocadena Española en Gijón.
En abril de 1988 debutó en televisión acompañando a Luis de Benito en la presentación de la segunda edición del Telediario. Fue Clara Isabel Francia quien propuso su nombre como presentadora de tal informativo. Un año después, y siempre adscrita a los Servicios Informativos, pasa al programa 48 horas presentado por Andrés Aberasturi. También en 1989 comparte con Manuel Almendros la conducción del magacín Sábado Revista (1989-1990) y junto a Secundino González, del magacín informativo Cada mañana (1991-1992).
Desde octubre de 1992 a 2007 presenta en La 2 el espacio de divulgación científica y cultural La aventura del saber. Tras cerca de quince años, y dejando al margen los espacios informativos, se convirtió en una de las presentadoras que más tiempo ha permanecido de forma ininterrumpida en un programa de televisión en España. Posteriormente fue redactora del programa de La 1 Cine de barrio y entre 2008 y 2009 presentó el programa Agrosfera, dedicado a la información del sector primario, en La 2 de TVE.
Desde entonces presenta informativos en el canal de información continua de RTVE, Canal 24 horas. Entre 2019 y 2021 se encarga de la presentación de espacios como Latinoamérica en 24 horas (2019-2020) o El mundo en 24 horas (2019-2021), espacios semanales de 30 minutos de duración especializados en información internacional, elaborado junto a las corresponsalías de TVE y el Área de Internacional de los Informativos de TVE.